# Synagoge Oedheim

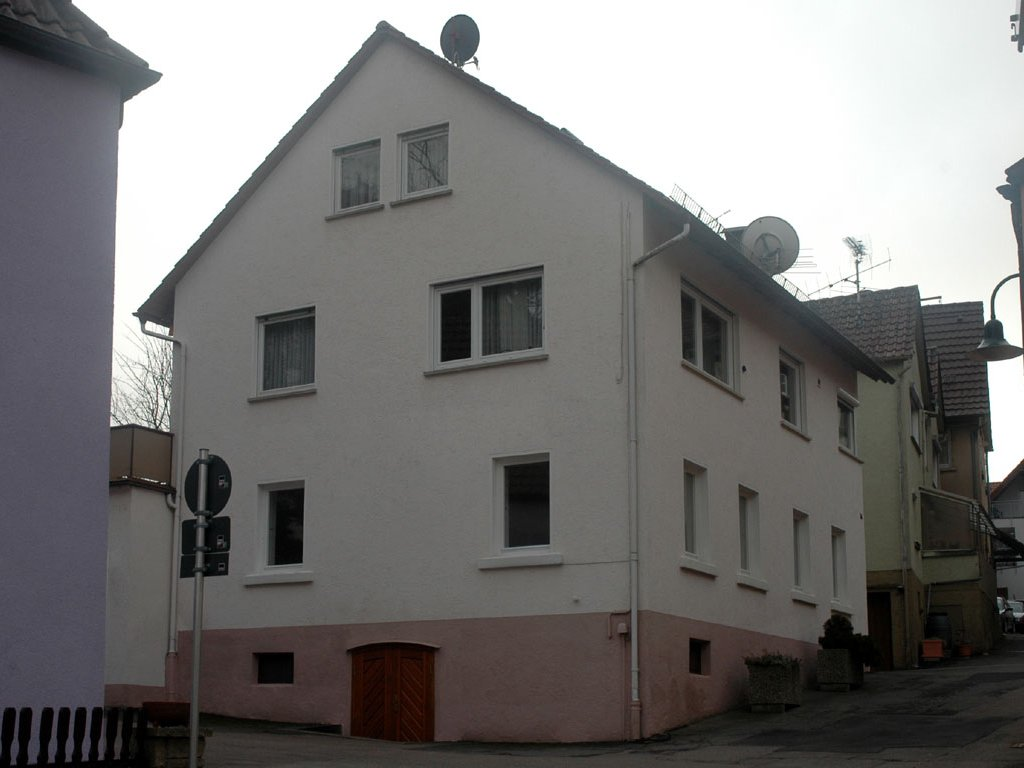
Ehemalige Synagoge in der Fahrgasse 14 (März 2009)

Die Synagoge in Oedheim im Landkreis Heilbronn im nördlichen Baden-Württemberg wurde 1864 von der Jüdischen Gemeinde Oedheim erbaut. Das Haus wurde 1938 nach Auflösung der jüdischen Gemeinde verkauft, wechselte mehrfach den Besitzer und wurde schließlich in Privatbesitz 1966 zu einem Wohnhaus umgebaut. 

## Geschichte
Die erste Synagoge in Oedheim befand sich im 18. Jahrhundert im Haus des Juden Moses bzw. dessen Sohn Emanuel nahe der Kirche des Ortes. Nach dem Tode Emanuels versuchte die Gemeinde Oedheim 1737, das Gebäude an Nichtjuden zu verkaufen, da es wegen der Nähe des Gebäudes zur Kirche zu verschiedenem Unmut gekommen war. Allerdings kam es zu keinem Verkauf, so dass das Gebäude weiterhin als Synagoge diente. 1827 waren Synagoge und Mikwe (rituelles Tauchbad) im Haus des Lazarus Stern am Garten des Bautzenschlosses. 1846 erwarb die jüdische Gemeinde ein Gebäude in der Fahrgasse 14 und richtete die Synagoge dort ein. 1864 wurde an der Stelle des einsturzgefährdeten Altbaus eine neue Synagoge erbaut, die größtenteils über einen seit 1845 angesparten Synagogenbaufonds finanziert wurde. Das Gebäude enthielt neben dem eigentlichen Synagogensaal auch eine Wohnung für den Kantor, ein Schulzimmer und eine Mikwe.
Nach Auflösung der Israelitischen Gemeinde im Jahr 1938 wurde die Synagoge geschlossen. Am 10. Dezember 1940 erwarb die Gemeinde Oedheim das Gebäude. Nach Kriegsende beantragte die Israelitische Kultusvereinigung Württembergs die Rückerstattung, woraufhin das Gebäude im August 1949 an die Jewish Restitution Successor Organization kam, die es am 21. März 1952 an das Land Württemberg-Baden verkaufte. 1956 veräußerte das Land das Gebäude an privat. 1966 wurde die ehemalige Synagoge zu einem Zweifamilien-Wohnhaus umgebaut.